# Marie Jacquot
Marie Jacquot (* 1990 in Paris) ist eine französische Dirigentin.

## Biografie
Marie Jacquot wurde zunächst als Tennistalent gefördert. Parallel zu diesem Sport spielte sie Posaune. Mit 15 entschied sie sich für die Musik und begann ihre musikalische Ausbildung mit einem Posaunenstudium in Paris. Diesem folgte ein abgeschlossenes Dirigierstudium an der Universität für Musik und darstellende Kunst in Wien und anschließend ein weiterführendes Studium bei Professor Nicolás Pasquet und Professor Ekhart Wycik an der Hochschule für Musik Franz Liszt in Weimar.
Von 2016 bis 2019 war Marie Jacquot 1. Kapellmeisterin und Stellvertreterin des Generalmusikdirektors am Mainfranken Theater Würzburg. Mit Beginn der Spielzeit 2019/20 wechselte sie als Kapellmeisterin zur Deutschen Oper am Rhein. Diese Stelle hatte sie bis 2022 inne. Seit der Spielzeit 2024/25 ist Marie Jacquot Chefdirigentin der Königlich Dänischen Oper Kopenhagen.
Als Konzertdirigentin arbeitete sie unter anderem mit dem Gewandhausorchester Leipzig, der Sächsischen Staatskapelle Dresden, dem Sinfonieorchester des Bayerischen Rundfunks in München, den Göteborger Symphonikern, dem Dallas Symphony Orchestra, den Münchner Philharmonikern, dem Dänischen Radio-Sinfonieorchester, dem hr-Sinfonieorchester in Frankfurt, dem MDR-Sinfonieorchester in Leipzig, dem Deutschen Symphonie-Orchester Berlin, der Karajan-Akademie der Berliner Philharmoniker, dem Malmö Sinfonieorchester, dem Yomiuri Nippon Symphony Orchestra und dem Orchestre de Chambre de Lausanne zusammen.
Seit der Saison 2023/24 ist Marie Jacquot 1. Gastdirigentin bei den Wiener Symphonikern.
Mit der Saison 2026/27 wird sie als Chefdirigentin die Leitung des WDR Sinfonieorchesters übernehmen.

## Auszeichnungen
- 2019: Ernst-von-Schuch-Preis[2]
- 2021: Nominierung zum International Opera Awards 2021